# Tetragonocephalon lutianus
Tetragonocephalon lutianus là một loài chân đều trong họ Cymothoidae. Loài này được Avdeev miêu tả khoa học năm 1978.